# Join Inn
Join Inn is een album uit 1973 van de Duitse krautrockgroep Ash Ra Tempel. Het album werd opgenomen tijdens de opnames van Walter Wegmullers album Tarot, door Dieter Dierks in Studio Dierks. Het verscheen bij het platenlabel Ohr Records uit Berlijn, met als catalogusnummer OMM 556032. De beide zijden van de elpee bevatten elk een lange track.

## Tracks
1. "Freak 'N' Roll" - 19:15
2. "Jenseits"- 24:18

Alle tracks werden gemaakt door Manuel Göttsching, Hartmut Enke en Klaus Schulze.

## Bezetting
- Hartmut Enke: bas
- Manuel Göttsching: gitaar
- Klaus Schulze: drums, orgel, keyboards
- Rosi Müller: zang